# Oudshoornse kerk

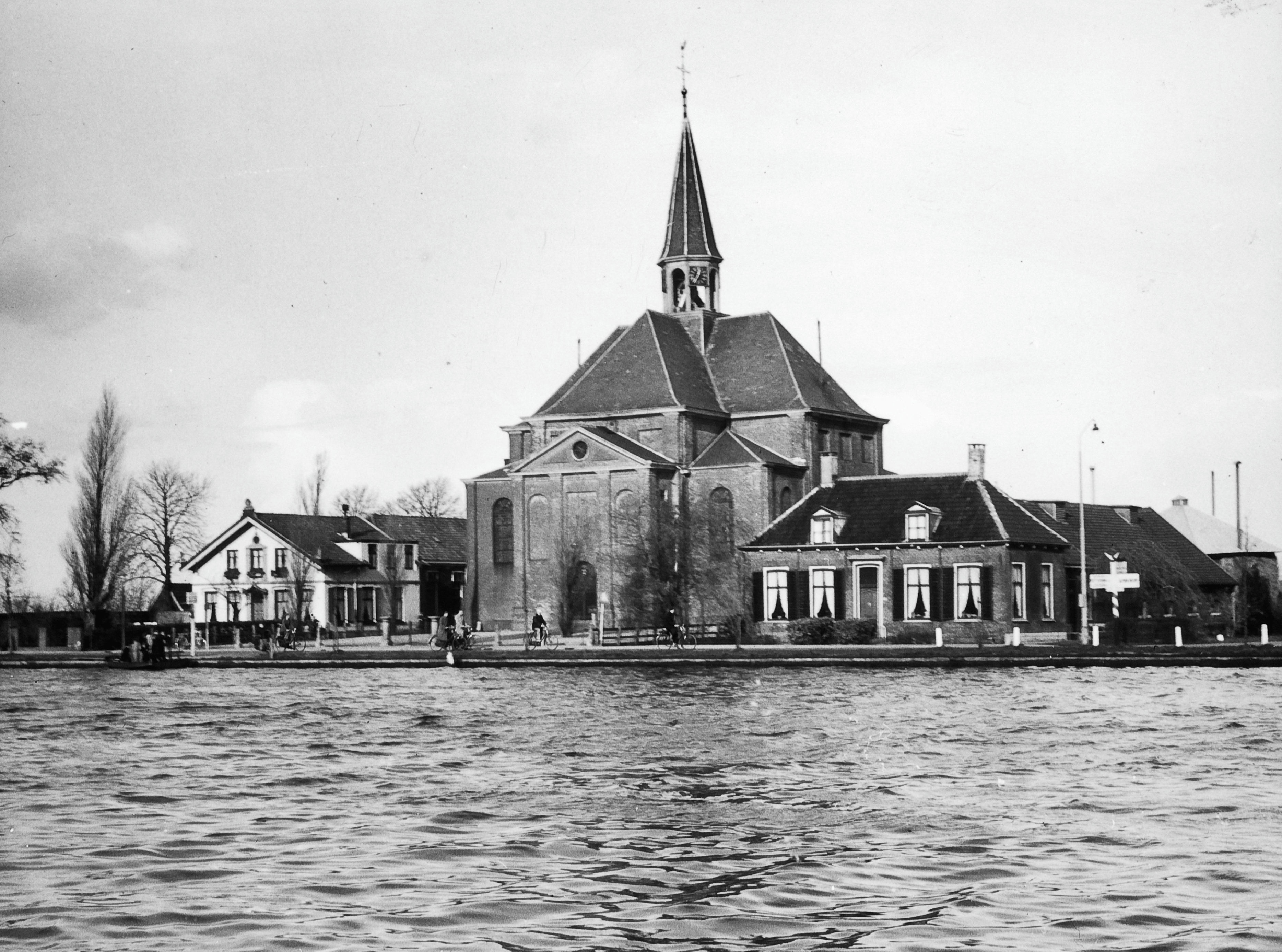
De kerk in de jaren '50

De Oudshoornse kerk is een monumentaal kerkgebouw in de Nederlandse plaats Alphen aan den Rijn. De kerk is in 1665 gebouwd door Daniël Stalpaert, in opdracht van Cornelis de Vlaming van Oudtshoorn. 
Het kerkgebouw wordt wel 'De Parel van Alphen' genoemd. Gelegen aan de Oude Rijn, is het een herkenbaar en markant gebouw in Alphen aan den Rijn. 
In het kerkgebouw zijn 17 originele gebrandschilderde ramen, en een origineel Hess-orgel te bewonderen. Tijdens open dagen kan ook de grafkelder onder de kerk bezocht worden. 
Het kerkgebouw is eigendom van, en in gebruik door, de Wijkgemeente van Bijzondere Aard Oudshoornse Kerk van de Protestantse Gemeente Alphen aan den Rijn, Oudshoorn/Ridderveld. Dit is een gemeente van de Protestantse Kerk in Nederland.

## Historie
In het begin van de 17e eeuw was Cornelis de Vlaming van Oudshoorn ambachtsheer van de heerlijkheid Oudshoorn en Gnephoek. De inwoners van Oudshoorn 'kerkten' in het naastgelegen Alphen. In 1656 vroeg Cornelis de Vlaming aan de Staten van Holland en West-Friesland toestemming om in zijn eigen heerlijkheid een eigen kerk te mogen bouwen. In 1661 verleende het Hof van Holland sententie over de scheiding van de kerkelijke jurisdictie tussen Alphen en Oudshoorn.
Er werd begonnen aan de bouw van een kerk, school, pastorie en kosterswoning. De totale kosten van deze bouw bedroegen 42.000,- gulden. Hiervan werd door de bevolking van Oudshoorn en de Gnephoek en de kerkgemeente 15.000,- gulden opgebracht, te betalen in vijf termijnen. Niet iedereen was het eens met de verplichting mee te betalen, er is een bezwaarschrift bewaard gebleven. 
De ambachtsheer zorgde zelf voor de rest van de financiering, deels door de uitgifte van obligaties en hij vond in zijn uitgebreide netwerk in de hogere kringen weldoeners bereid bij te dragen. De schenkers kregen een gebrandschilderd raam in de kerk, dat waren onder andere Prins Willem III, het Hoogheemraadschap van Rijnland en de Amsterdamse professor en burgemeester Nicolaes Tulp. In totaal zijn 17 gebrandschilderde ramen vervaardigd met de namen, wapens, symbolen en spreuken van de weldoeners, deze zijn allemaal nog in goede staat in het kerkgebouw aanwezig.
De kerk werd gebouwd onder leiding van Daniël Stalpaert, die eerder de Hervormde kerk in 's-Graveland en later de Oosterkerk in Amsterdam bouwde in vergelijkbare vorm. In 1665 was de bouw voltooid en dominee Gerardus Haeck werd benoemd als eerste predikant.
In 1665 kreeg De Vlaming op diens verzoek octrooi van de Staten van Holland om jaarlijks in de heerlijkheid het bede- of hoofdgeld te heffen, op deze manier konden de investeringen worden terugverdiend.
In 1754 organiseerden de ambachtsbewaarders en kerkmeesters een collecte langs de huizen voor het bekostigen van koperen kroonluchters in de kerk om ds. Jacobus Pot in de gelegenheid te stellen tijdens winteravonden te preken.
In 1782 gaf de kerkenraad de Goudse orgelbouwer Hendrik Hermanus Hess opdracht tot de bouw van een orgel. Een jaar later werd het nieuwe orgel feestelijk ingewijd.
Tussen 1979 en 1983 is het kerkgebouw grondig gerenoveerd en gerestaureerd met gemeenschappelijke gelden, bijdragen van de kerkgemeente en schenkingen. Onder andere de fundering is hierbij vervangen. In 1983 werd het gerenoveerde kerkgebouw geopend door koningin Juliana.

## Kerkelijke gemeente
De gemeente Oudshoornse Kerk is altijd protestants geweest. In 1878 werd ds. Kamp als eerste dominee van vrijzinnige signatuur bevestigd. Sindsdien is de gemeente altijd vrijzinnig gebleven, ondanks de nodige wrijving tussen rechtzinnigen en vrijzinnigen. Onder leiding van ds. Cannegieter (1928-1948) werd de vrede getekend, en benoemden de rechtzinnigen hun eigen predikant. Daarmee verlieten zij ook de Oudshoornse Kerk. 
De Oudshoornse Kerk is een van de belangrijkste centra van vrijzinnigheid in de omgeving van Alphen aan den Rijn. Daarom is zij ook lang een zelfstandige kerkgemeente gebleven. In 1971 werd een federatie opgericht met De Bron, de Sionskerk en de Oudshoornse Kerk. De vrijzinnige signatuur van de Oudshoornse Kerk is hierin behouden gebleven.